# Heinz Häsler
Heinz Häsler (* 21. Juli 1930 in Gsteigwiler) ist ein Schweizer Mundartautor und ehemaliger Berufsoffizier.

## Leben
Heinz Häsler wurde 1930 als Sohn eines Bergbauern und Bannwarts in Gsteigwiler, Kanton Bern, geboren. Er absolvierte das Lehrerseminar Hofwil, erlangte 1950 dort seinen Abschluss und war anschließend als Primarlehrer in Merligen tätig. 1952 heiratete er Edith Irene Lenz, Tochter eines Tiefbautechnikers.
Später begann Häsler eine Karriere beim Militär. 1961 wurde er Instruktionsoffizier der Artillerie. 1975 besuchte er den US Army Officers Advance Course in Fort Sill in Oklahoma. Zwei Jahre danach übernahm er die Leitung der Abteilung Organisation und Ausbildung. 1981 wurde er zum Divisionär befördert und Unterstabschef Planung im Stab der Gruppe für Generalstabsdienste. 1986 wurde er Kommandant der Felddivision 3, von 1988 bis 1989 war er Kommandant des Feldarmeekorps 2 und von 1990 bis 1992 Generalstabschef der Schweizer Armee.
Nach seiner Pensionierung betätigte sich Häsler auch als Mundartautor. Seine Texte, vorwiegend Erzählungen, sind im Gsteigwiler Dialekt verfasst. 1997 erschien Der Franzos un ander Gschichti u Gedicht, 2001 Buobezyt. Heiters un o weniger Schöös us junge Jahren, 2012 Vo Lliebi u Trüwwi (zugleich auch als Hörbuch, Sprecher: Heinz Häsler).